# Giants Stadium
Das Giants Stadium war bis 2010 das Heimstadion der NFL-Teams New York Giants und New York Jets sowie des Fußballklubs New York Red Bulls aus der Major League Soccer. Von 1977 bis 1984 spielte dort auch Cosmos New York.

## Lage
Das Giants Stadium lag in East Rutherford im US-Bundesstaat New Jersey, im Meadowlands Sports Complex, zusammen mit dem Meadowlands Racetrack und dem Izod Center.

## Geschichte

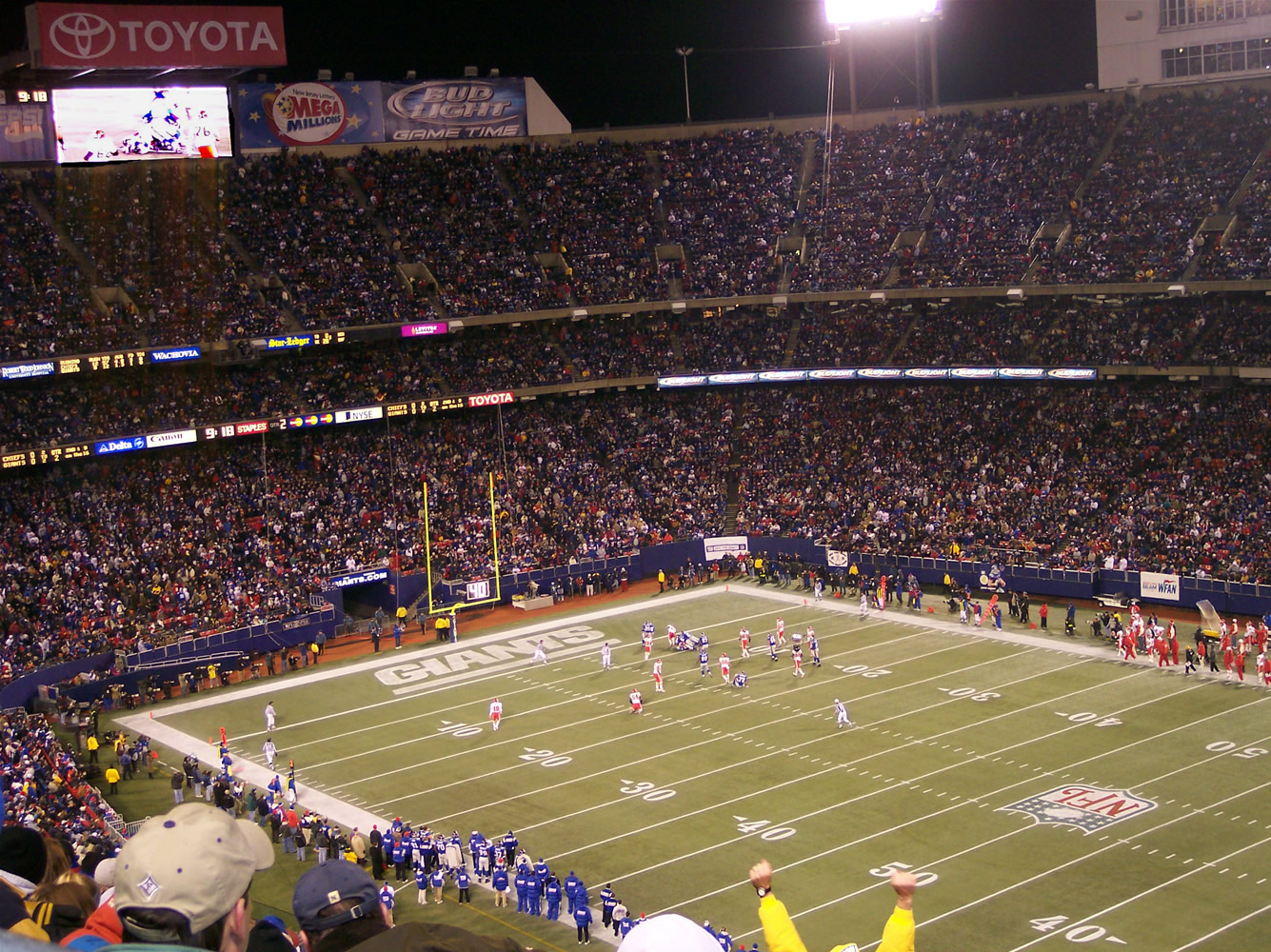
Das Giants-Stadium während eines Football-Spiels

Das Stadion verfügte über 80.242 Zuschauerplätze und war damit das zweitgrößte Stadion der NFL hinter dem FedExField der Washington Redskins. Es war unter anderem ein Austragungsort der Fußball-Weltmeisterschaft 1994 in den USA und des Eröffnungsspiels der Fußball-Weltmeisterschaft der Frauen 1999.
Die beiden NFL-Teams zogen zur Saison 2010 in das direkt daneben errichtete Meadowlands Stadium um. Das modern gestaltete Stadion bietet 82.500 Sitzplätze, rund 2.000 mehr als das Giants Stadium. Auch die New York Red Bulls zogen 2010 um, sie spielen in der neu errichteten Red Bull Arena. Das Stadion wurde im Mai und Juni 2010 abgerissen, die freigewordene Fläche dient nun als Parkplatz für das neu errichtete Meadowlands Stadium.

## Weitere Veranstaltungen
Das Stadion war eines der Schauplätze des weltweiten Benefizkonzertes Live Earth am 7. Juli 2007. Mit 24 Auftritten ist Bruce Springsteen der Künstler mit den meisten Konzerten im Giants Stadium. Am 9. Oktober 2009 spielte er mit der E-Street Band zudem das letzte im Giants Stadium veranstaltete Konzert. Zu diesem Anlass verfasste Springsteen das Stück Wrecking Ball.
Am 5. Oktober 1995 feierte Papst Johannes Paul II. im Stadion eine Messe vor 82.948 Besuchern.